# Supercoupe de Tunisie masculine de volley-ball
 (août 2017).
Si vous disposez d'ouvrages ou d'articles de référence ou si vous connaissez des sites web de qualité traitant du thème abordé ici, merci de compléter l'article en donnant les références utiles à sa vérifiabilité et en les liant à la section « Notes et références ».
La Supercoupe de Tunisie masculine de volley-ball (arabe : كأس السوبر التونسي للكرة الطائرة) est une compétition de volley-ball tunisienne créée en 2003.
Elle oppose le champion de Tunisie au vainqueur de la coupe. Si c'est le même club qui a remporté les deux titres, le match oppose le champion de Tunisie au finaliste de la coupe.

## Palmarès
- 2003 : Saydia Sports
- 2004 : Non jouée
- 2005 : Club sportif sfaxien
- 2006 : Non jouée
- 2007 : Étoile sportive du Sahel
- 2008 : Espérance sportive de Tunis
- 2009 : Espérance sportive de Tunis
- 2010 : Étoile sportive du Sahel
- 2011-2016 : Non jouée
- 2017 : Étoile sportive du Sahel
- 2018 : Espérance sportive de Tunis[1]
- 2019 : Espérance sportive de Tunis
- 2020 : Espérance sportive de Tunis
- 2021 : Espérance sportive de Tunis
- 2022 : Espérance sportive de Tunis
- 2023 : Espérance sportive de Tunis
- 2024 : Espérance sportive de Tunis

## Bilan par club
| Club                        | Titres |
| --------------------------- | ------ |
| Espérance sportive de Tunis | 9      |
| Étoile sportive du Sahel    | 3      |
| Club sportif sfaxien        | 1      |
| Saydia Sports               | 1      |